# Eduard Kremer
Eduard Kremer (* 26. November 1881 in Eltville; † 17. Dezember 1948) war ein deutscher Politiker und promovierter Jurist.
Eduard Kremer studierte Rechtswissenschaft in Berlin,  wurde 1902 Mitglied der katholischen Studentenverbindung KDStV Bavaria Berlin und schloss dieses mit einem Staatsexamen ab. Im Anschluss arbeitete er als Gerichtsassessor in Wiesbaden. In Düsseldorf war er Landgerichtsrat sowie Landgerichtsdirektor des Landgerichts Düsseldorf. Vor der Zeit des Nationalsozialismus war er von 1932 bis 1933 für die Zentrumspartei Mitglied des Preußischen Landtages. 
Bereits kurze Zeit nach Ende des Zweiten Weltkriegs wurde er im Juli 1945 von den Alliierten zum Landgerichtspräsidenten ernannt. Als erster Justizminister des neu gebildeten Bundeslandes Nordrhein-Westfalen amtierte er vom 9. August 1946 bis zum 5. Dezember 1946. Daneben war er vom 2. Oktober 1946 bis 19. Dezember 1946 Mitglied des Landtags von Nordrhein-Westfalen.